# Degrassatore
Il degrassatore statico (detta anche vasca condensagrassi) è un pozzetto in cui confluiscono gli scarichi delle acque oleose, cioè le acque reflue provenienti dalle cucine. Esiste in commercio anche il degrassatore biologico che rappresenta un'alternativa valida laddove il degrassatore statico non può essere installato per motivi di spazio o di impedimento tecnico (centri storici o località turistiche).
Il degrassatore statico ha la funzione di separare l'acqua dai grassi contenuti nei saponi e nei rifiuti alimentari, i quali creerebbero problemi di intasamento nelle fognature data la loro peculiare tendenza a indurirsi; mentre il degrassatore biologico ha il compito di degradare e trasformare in acqua e anidride carbonica le sostanze provenienti dalle cucine man mano che si formano, in modo che non si accumulino e non ostruiscano gli scarichi.

## Materiali
Il degrassatore statico può essere in cemento o in materiale plastico e deve essere dimensionato in base al numero di appartamenti che ne sono serviti, di solito almeno 50 litri per abitante equivalente, comunque mai meno di 0,250 metri cubi.

## Manutenzione
Ogni degrassatore statico deve subire una periodica manutenzione consistente nella sua vuotatura e pulizia. Questa viene effettuata, come per le fosse biologiche, da ditte specializzate autorizzare al trasporto degli scarichi domestici ed al conferimento ad impianti di depurazione. Il degrassatore biologico non necessita di nessuna manutenzione, poiché degrada tutto quello che di organico incontra eliminandone anche i cattivi odori derivati dalla decomposizione.